# تبيانوركو (آيت حميد)
تبيانوركو هو دُوَّار يقع بجماعة تيزڭزاوين، إقليم تارودانت، جهة سوس ماسة في المملكة المغربية. ينتمي الدوّار لمشيخة آيت حميد التي تضم 10 دواوير. يقدر عدد سكانه بـ 92 نسمة حسب الإحصاء الرسمي للسكان والسكنى لسنة 2004.

## روابط خارجية
- البوابة الوطنية للجماعات الترابية نسخة محفوظة 12 مارس 2018 على موقع واي باك مشين.
- المندوبية السامية للتخطيط